# Comuna Horoșkî, Lubnî
Horoșkî (în ucraineană Хорошки) este o comună în raionul Lubnî, regiunea Poltava, Ucraina, formată din satele Cernece, Davîdenkî, Horoșkî (reședința), Lomakî și Snitîne.

## Demografie
Componența lingvistică a comunei Horoșkî
     Ucraineană (97,78%)
     Rusă (1,99%)
     Alte limbi (0,21%)
Conform recensământului din 2001, majoritatea populației comunei Horoșkî era vorbitoare de ucraineană (97,78%), existând în minoritate și vorbitori de rusă (1,99%).